# Liste der Mitglieder der National Academy of Sciences/1900
Im Jahr 1900 wählte die National Academy of Sciences der Vereinigten Staaten 4 Personen zu ihren Mitgliedern.

## Neugewählte Mitglieder
- Franz Boas (1858–1942)
- James Edward Keeler (1857–1900)
- Henry Osborn (1857–1935)
- Samuel L. Penfield (1856–1906)